# کان‌آگی، آئوموری
کان‌آگی، آئوموری (به لاتین: Kanagi) یک منطقهٔ مسکونی در ژاپن است که در ناحیه توهوکو واقع شده‌است. کان‌آگی ۱۰٬۵۵۷ نفر جمعیت دارد.